# Michael P. Steinberg
Michael Philip Steinberg (geboren 1956 in New York City) besetzt die Barnaby-Conrad- und Mary-Critchfield-Keeny-Professur in Geschichte sowie eine Professur in Musik und Germanistik an der Brown-Universität. Von März 2016 bis August 2018 war er Präsident der American Academy in Berlin.

## Werdegang
Nach einer Ausbildung an der Universität Princeton und der Universität Chicago, war er Gastprofessor an ebendiesen beiden Einrichtungen sowie an der Ecole des Hautes Etudes en Sciences Sociales in Paris und der Tsinghui-Nationaluniversität in Taiwan. Von 1988 bis 2005 war er Mitglied am Institut für Geschichte der Universität Cornell.
Seine Forschungsschwerpunkte liegen auf der Kulturgeschichte des modernen Deutschlands und Österreichs mit einem besonderen Fokus auf der deutsch-jüdischen intellektuellen Geschichte und der Kulturgeschichte der Musik. Zu diesen Themen schrieb und referierte er zahlreich, u. a. für die New York Times, das Lincoln Center for the Performing Arts, das Bard Music Festival, das Aspen Music Festival and School, und die Salzburger Festspiele. Er erhielt Stipendien des American Council of Learned Societies, des National Endowment for the Humanities, der John Simon Guggenheim Memorial Foundation sowie den Berlin Prize der American Academy in Berlin.
Er schrieb Studien über Hermann Broch, Aby Warburg und Walter Benjamin und ist der Autor von Austria as Theater and Ideology: The Meaning of the Salzburg Festival (Cornell University Press, 2000), wovon die deutsche Übersetzung (Ursprung und Ideologie der Salzburger Festspiele; Anton Pustet Verlag, 2000) im Jahr 2001 den österreichischen Victor-Adler-Staatspreis gewann.
Steinberg war Vizedekan der Künste sowie Mitbegründer und Direktor des Cogut Center for the Humanities an der Brown-Universität. Von 2009 bis 2013 war er Dramaturg einer gemeinschaftlichen Produktion von Wagners Ring des Nibelungen zwischen der Berliner Staatsoper und dem Teatro alla Scala in Mailand. Im Semester 2015/16 war er Stipendiat des Wissenschaftskollegs zu Berlin.

## Publikationen
- Listening to Reason: Culture, Subjectivity, and 19th-Century Music. Princeton University Press, 2004, ISBN 978-0-691-11685-3.
- Judaism Musical and Unmusical. University of Chicago Press, 2008, ISBN 978-0-226-77194-6.
- Reading Charlotte Salomon. (mit Monica Bohm-Duchen) Cornell University Press, 2006, ISBN 978-0-8014-3971-1.
- mit Jacques Picard, Jacques Revel, Idith Zertal (Hrsg.): Makers of Jewish modernity : thinkers, artists, leaders, and the world they made. Princeton : Princeton University Press, 2016, ISBN 978-0-691-16423-6